# Betty Mae Tiger Jumper
Betty Mae Tiger Jumper (27 de abril de 1923 - 14 de enero de 2011) fue una escritora, activista y enfermera estadounidense, reconocida por haber sido la primera y hasta el momento la única jefa femenina de la Tribu Semínola de Florida. Enfermera de profesión, cofundó el primer periódico de la tribu en 1956, el Seminole News, que más tarde fue reemplazado por The Seminole Tribune, del que fue editora. La publicación logró ganar el premio Lifetime Achievement Award entregado por la Asociación de Periodistas Nativos Americanos. En 2001 publicó un libro con sus memorias, titulado A Seminole Legend.
Tiger fue la primera semínola de Florida que aprendió a leer y escribir en inglés, y la primera en graduarse de la escuela secundaria y de un programa de enfermería. Además de ser editora del periódico, fue directora de comunicaciones de la tribu. Falleció el 14 de enero de 2011 a los 87 años por causas naturales. 16 años atrás había sido incluida en el Salón de la Fama de las mujeres de Florida.

## Obra
- And With the Wagon - Came God's Word
- Legends of the Seminoles (1994)
- A Seminole Legend (con Patsy West, 2001)